# Francesca Fanuele
Francesca Fanuele (Roma, 28 ottobre 1970) è una giornalista italiana.

## Biografia
Giornalista professionista dal 15 febbraio 1995, ha fatto il suo esordio televisivo nel telegiornale dell'emittente Video Music, sperimentando già dall'inizio nuovi linguaggi mediatici destinati ai giovani. Dal 1996  entra nella redazione del TMC News, cominciando con la conduzione di telegiornali mattutini fino al 1999. Contemporaneamente conduce la trasmissione di approfondimento giornalistico I 15 dedicata ai paesi europei che nel 2002 entravano nell'Unione europea.
Dagli anni 2000, diventa inviata nel mondo sia per le news che per servizi per altre trasmissioni di approfondimento. Nel maggio 2001 passa alle news di MTV, dove avvia insieme ad altri giornalisti un servizio di news indirizzato ad un pubblico giovanile. 
Dopo l'attentato dell'11 settembre 2001, passa a LA7 dove modera dibattiti e conduce degli Speciali del TG LA7 sui maggiori eventi internazionali come il funerale di Giovanni Paolo II, la Seconda guerra del Golfo, la strage di Nassiriya e le ultime elezioni americane del 2004 e del 2008 oltre a condurre l’edizione delle 13:30 del telegiornale.
Dai primi mesi del 2002, fino al mese di maggio dello stesso anno conduce la trasmissione pomeridiana Good morning America, in diretta dagli USA con approfondimenti sui fatti americani. 
Attualmente, ricopre l'incarico di vicecaporedattore responsabile della redazione Economia/Esteri del TG LA7.
Nell'estate 2013 conduce su LA7 in prima serata il programma di cronaca Donne Vittime e Carnefici. 
Dal 2015 passa alla conduzione dell'edizione delle 20 del TG LA7 nelle serate in cui Enrico Mentana è assente.